# Schizolaena parviflora
Schizolaena parviflora là một loài thực vật có hoa trong họ Sarcolaenaceae. Loài này được (F.Gérard) H.Perrier miêu tả khoa học đầu tiên năm 1925.